# Claude Boniface Collignon
Pour les articles homonymes, voir Collignon.
Claude Boniface Collignon, mort en 1819, est un avocat français qui a contribué aux réformes scientifiques et sociales à l'époque de la Révolution française. Il a été membre de plusieurs académies européennes des sciences.

## Biographie

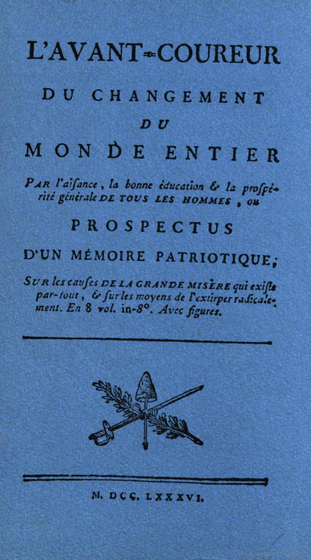
Page de titre de L’avant-coureur du changement du monde entier, 1786.

En 1786, il publie L’avant-coureur du changement du monde entier par l’aisance, la bonne éducation et la prospérité générale de tous les hommes ou Prospectus d’un mémoire patriotique sur les causes de la grande misère qui existe partout et sur les moyens de l’extirper radicalement. Le but de l’ouvrage annoncé par l'auteur, est de démontrer « la possibilité qu’il y a pour les souverains d’opérer que tous les citoyens qui sont dans la nécessité, et leurs femmes et enfants, soient bien nourris, bien habillés, bien logés, éclairés, chauffés et élevés ; et que tout le monde jouisse moyennant un travail honnête, chacun suivant ses forces, facultés, sexe, âge, talent, état et possession, de beaucoup plus d’aisance, de liberté, de justice, d’agréments et d’avantages qu’actuellement ». Cet ouvrage, dont l'auteur resta longtemps inconnu ou douteux, a beaucoup influencé le communisme de Babeuf.
En 1788, il publie chez Dannbach à Strasbourg son ouvrage Découverte d'étalons justes, naturels, invariables et universels, pour la réduction ̀a une parfaite uniformité de tous les poids & mesures partout, par des moyens simples, avantageux à tout le monde, et faciles à exécuter ; il y explique, entre autres, que l'heure universelle n'existe pas et il propose l'introduction de l'heure décimale. En 1790, peut-être déçu que le gouvernement français ne l'ait pas immédiatement récompensé pour son plan, il envoie son livre à George Washington et propose d'introduire son système aux États-Unis.

## Publications
- Essai de bien public, ou Mémoire raisonné pour lever, à coup sûr, tous les obstacles qui s'opposent à l'exécution des défrichements et dessèchements, Neuchâtel, Imprimerie de la Société typographique, 1776.
- Découverte d'étalons justes, naturels, invariables et universels, pour la réduction ̀a une parfaite uniformité de tous les poids & mesures partout, par des moyens simples, avantageux à tout le monde, et faciles à exécuter, Strasbourg, P. J. Dannbach, 1788, XVI-252 p. (lire en ligne).